# Eosentomon dimecempodi
Eosentomon dimecempodi är en urinsektsart som beskrevs av Yin 1990. Eosentomon dimecempodi ingår i släktet Eosentomon och familjen trakétrevfotingar. Inga underarter finns listade i Catalogue of Life.